# Bocconcini
Le bocconcino (pluriel : bocconcini littéralement petites bouchées) est un fromage italien originaire de la Province de Naples.
À base de lait de bufflonne (l'industrie agroalimentaire en fabrique à partir de lait de vache), cette variété de mozzarella a pour particularité d'être servie en de très petites portions (qui tiennent dans la bouche en un seul morceau).